# Dadafalva
Dadafalva (1899-ig Dedasócz, szlovákul: Dedačov) község Szlovákiában, az Eperjesi kerület Homonnai járásában.

## Fekvése
Homonnától 15 km-re északkeletre, a Laborc keleti oldalán fekszik.

## Története
1543-ban említik először.
A 18. század végén Vályi András így ír róla: „DEDASÓCZ. Dedasovce. Tót falu Zemplén Vármegyében, földes Ura Gróf Csáky Uraság, lakosai katolikusok, határja három nyomásbéli, ’s ha trágyáztatik, elég termékeny, réttye jó szénát terem, legelője elég, fája mind a’ kétféle, malma helyben, piatzozása Homonnán, itatója alkalmatos; de mivel határja hegyes, sovány, és nehezen trágyáztathatik, harmadik Osztálybéli.”
Fényes Elek 1851-ben kiadott geográfiai szótárában így ír a faluról: „Dedasócz, Zemplén v. orosz falu, Lyubisse fil. 210 g. kath., 9 zsidó lak. 267 h. szántóföld. F. u. gr. Csáky. Ut. p. N.-Mihály.”
Borovszky Samu monográfiasorozatának Zemplén vármegyét tárgyaló része szerint: „Dadafalva, azelőtt Dedasócz. Hajdan a homonnai uradalomhoz tartozott. A XVIII. században a gróf Csákyak voltak az urai, azután a gróf Andrássyak tulajdonába került és most gróf Andrássy Gézának van itt nagyobb birtoka. A faluban gör. kath. templom van, melynek építési ideje ismeretlen. A község mindössze 17 házból áll, 90 tótajkú, gör. kath. vallású lakossal. Postája, távírója és vasútja Koskóczon van.”
1920 előtt Zemplén vármegye Homonnai járásához tartozott.

## Népessége
| Év:            | 1994. | 2004.   | 2014.   | 2024.   |
| -------------- | ----- | ------- | ------- | ------- |
| Emberek száma: | 159   | 174     | 171     | 156     |
| Eltérés:       |       | +9,43 % | -1,72 % | -8,77 % |

| Év:            | 2023. | 2024. |
| -------------- | ----- | ----- |
| Emberek száma: | 156   | 156   |
| Eltérés:       |       | +0 %  |

1910-ben 75, túlnyomórészt szlovák lakosa volt.
2001-ben 159 szlovák lakosa volt.
2011-ben 172 szlovák lakta.